# WTA Challenger Mumbai
Das WTA Challenger Mumbai (offiziell: L&T Mumbai Open) ist ein Tennisturnier der WTA Challenger Series, das erstmals 2017 in Mumbai ausgetragen wurde. In den Jahren 2019 bis 2023 wurde es nicht ausgetragen.

## Siegerliste

### Einzel
| Jahr | Siegerin          | Finalgegnerin         | Ergebnis       |
| ---- | ----------------- | --------------------- | -------------- |
| 2017 | Aryna Sabalenka   | Dalila Jakupović      | 6:2, 6:3       |
| 2018 | Luksika Kumkhum   | Irina Chromatschowa   | 1:6, 6:2, 6:3  |
| 2024 | Darja Semeņistaja | Storm Hunter          | 5:7, 7:66, 6:2 |
| 2025 | Jil Teichmann     | Mananchaya Sawangkaew | 6:3, 6:4       |

### Doppel
| Jahr | Siegerinnen                            | Finalgegnerinnen                     | Ergebnis          |
| ---- | -------------------------------------- | ------------------------------------ | ----------------- |
| 2017 | Victoria Rodríguez Bibiane Schoofs     | Dalila Jakupović Irina Chromatschowa | 7:5, 3:6, [10:7]  |
| 2018 | Natela Dsalamidse Weronika Kudermetowa | Bibiane Schoofs Barbora Štefková     | 6:4, 7:64         |
| 2024 | Dalila Jakupović Sabrina Santamaria    | Arianne Hartono Prarthana Thombare   | 6:4, 6:3          |
| 2025 | Amina Anschba Jelena Pridankina        | Arianne Hartono Prarthana Thombare   | 7:64, 2:6, [10:7] |